# Hister peregrinus
Hister peregrinus är en skalbaggsart som beskrevs av Schmidt 1889. Hister peregrinus ingår i släktet Hister och familjen stumpbaggar. Inga underarter finns listade i Catalogue of Life.